# STS-51
STS-51 est la dix-septième mission de la navette spatiale Discovery.

## Équipage
- Commandant : Frank L. Culbertson, Jr. (2)  États-Unis
- Pilote : William F. Readdy (2)  États-Unis
- Spécialiste de mission : James H. Newman (1)  États-Unis
- Spécialiste de mission : Daniel W. Bursch (1)  États-Unis
- Spécialiste de mission : Carl E. Walz (1)  États-Unis

Le chiffre entre parenthèses indique le nombre de vols spatiaux effectués par l'astronaute au moment de la mission.

## Paramètres de la mission
- Masse :
  - Navette à vide : 92 371 kg
  - Chargement : 18 947 kg
- Périgée : 300 km
- Apogée : 308 km
- Inclinaison : 28,45°
- Période : 90,6 min

### Sorties extravéhiculaires
- Newman  et  Walz  - EVA 1
- Début EVA 1: 16 septembre 1993 - 08h40 UTC
- Fin EVA 1: 16 septembre 1993 - 15h45 UTC
- Durée: 7 heures 05 minutes

## Objectifs
STS-51 a un double objectif, d'abord déployer le satellite de télécommunication expérimental Advanced Communications Technology Satellite (ACTS) et utiliser le système Shuttle pallet satellite (SPAS).